# Агафокл
Агафо́кл (др.-греч. Ἀγαθοκλῆς от ἀγαθός (agathos) добрый и κλέος (kleos) слава; лат. Agathoklēs; 361—289 годы до н. э.) — древнегреческий политик и военачальник.
Сын гончара и способный военачальник, Агафокл в 317 году до н. э. сверг олигархию в Сиракузах. На сторону изгнанников стали другие крупные полисы Сицилии. В последовавшей войне Агафокл был близок к победе. Тогда сиракузские изгнанники обратились за помощью к Карфагену. В 311 году до н. э. карфагеняне вступили в войну и отправили на Сицилию армию во главе с Гамилькаром. Объединённая армия карфагенян и сицилийцев разбила Агафокла в битве при Гимере. После поражения Агафокл с остатками войска отошёл к Сиракузам. Карфагеняне начали осаду города. Агафокл оказался в весьма тяжёлом положении. Его враги захватили практически всю Сицилию, союзники Сиракуз перешли на сторону Гамилькара. Сиракузы были блокированы с суши и с моря. У Агафокла было недостаточно сил, чтобы попытаться принять бой под стенами родного города.
Тогда он решился на беспрецедентный шаг. С частью своей армии он смог на кораблях покинуть осаждённый город и отплыл на африканское побережье. Жители Карфагена вначале решили, что их армия в Сицилии уничтожена, так как даже не могли предположить, что Агафокл прибыл к стенам Карфагена из осаждаемого их же войсками города. Собранная в спешке армия карфагенян, несмотря на численное превосходство, проиграла в битве при Белом Тунисе. Расчёт Агафокла на то, что жившие в роскоши и продолжительном мире, не имеющие опыта в сражениях, карфагеняне будут легко побеждены людьми, прошедшими суровую подготовку во многих войнах, оправдался. Результаты битвы оказали обескураживающее воздействие на граждан Карфагена и воодушевили сицилийцев.
Война с карфагенянами и сицилийцами длилась до 305 года до н. э. и закончилась взаимовыгодным миром. После окончания серии войн власть Агафокла распространилась на большую часть Сицилии, исключая зону карфагенского влияния в западной части острова и Акраганта. По примеру диадохов он с 304 года до н. э. стал именовать себя басилевсом. По своей сути Агафокл стал абсолютным монархом. Впоследствии он распространил свою власть на многие города южной Италии. Агафокл стал одним из наиболее могущественных правителей Средиземноморья. Он породнился с царями Египта Птолемеем I и Эпира Пирром. Птолемей выдал замуж за Агафокла приёмную дочь Феоксену. Пирр женился на дочери сицилийского царя Ланассе. Приданым Ланассы стал остров Керкира. Правитель Македонии Деметрий I Полиоркет принимал сына Агафокла с царскими почестями.
Перед смертью Агафокл, не имея достойного наследника, упразднил монархию и вернул Сиракузам демократию. Созданное им государство распалось.
Античные и современные историки, хоть и признавали экстраординарные отвагу, смелость, военные и политические достижения, подчёркивали его чрезмерную жестокость и неразборчивость в средствах для достижения цели.

## Происхождение и молодые годы
Отец Агафокла Каркин был родом из города Регия на юге Апеннинского полуострова. Оттуда его изгнали, и он поселился в городе Термы на севере Сицилии, который на тот момент находился под властью карфагенян. Там он женился на местной жительнице, возможно, карфагенянке. В браке у Каркина родились сыновья Антандр и в 361 году до н. э. Агафокл. Информация о детстве будущего царя представляет собой либо легенды, либо клевету, которые характерны для жизнеописаний большинства правителей. Диодор Сицилийский передаёт легенду, согласно которой Каркин получил пророчество от Дельфийского оракула о том, что его будущий сын станет причиной больших несчастий для карфагенян и всей Сицилии. После рождения отец отнёс и оставил младенца в неком общественном месте, предполагая, что тот вскоре погибнет. Мать ночью забрала ребёнка и отдала на воспитание своему брату Гераклиду. Ребёнок был назван в честь деда. Историк Тимей утверждал, что в детстве Агафокл был продажным мальчиком для сексуальных утех. Современные антиковеды подчёркивают ненависть Тимея к Агафоклу, который изгнал его из родного города. Когда Агафоклу было около 18 лет, его семья переехала в Сиракузы. Каркин последовал призыву Тимолеонта, который, стремясь восстановить пострадавший от войны город, содействовал переселенцам. Каркин с семьёй получили права гражданства. Согласно античным источникам, отец Агафокла был обычным гончаром и обучил сыновей своему ремеслу. Антиковед Г. Берве считает, что Каркин принадлежал к зажиточным слоям сиракузского общества и владел гончарной мастерской.
Карьеру военного Агафокл начал при Тимолеонте. Он отличился в битве против кампанцев на Этне. Во время похода на Акрагант Агафокл снискал благосклонность стратега Дамаса, который выдвинул Агафокла на должность хилиарха (командира тысячи легковооружённых воинов). После смерти своего покровителя Дамаса в 333 году до н. э. Агафокл женился на его богатой вдове.

## Начало карьеры политика. Ссылки и возвращение
После ухода Тимолеонта на покой в Сиракузах вновь обострились противоречия между аристократами и демосом. Власть в городе принадлежала «Совету шестисот», состоящему преимущественно из аристократов. Наибольшим влиянием в нём пользовался Сосистрат. Старший брат Агафокла Антандр нашёл с аристократами общий язык. Его назначили военачальником. Агафокл, в отличие от брата, стал представителем демоса. В Народном собрании, где он регулярно выступал, им были проявлены незаурядные ораторские способности.
Противоречия между Агафоклом и аристократами переросли в прямое противостояние после военной кампании в южной Италии. Сиракузские войска около 320 года до н. э. помогли полису Кротону в войне с бруттиями. Хилиарх Агафокл показал себя талантливым военачальником и обеспечил успех похода. По возвращении в Сиракузы он посчитал себя, либо в действительности был, недостаточно вознаграждённым. Он обвинил Сосистрата и его приспешников в стремлении к тирании. Агафокл переоценил свои популярность и авторитет в глазах народных масс. Он не только не добился цели, но даже был вынужден по окончании процесса покинуть Сиракузы.
Агафокл со своими сторонниками отправился в Южную Италию. Он собрал войско наёмников и попытался захватить Кротон. В этом начинании Агафокл потерпел поражение и был вынужден бежать в Тарент. Там его взяли на военную службу. На новом месте Агафокл продержался недолго. Какое-то время ему пришлось даже промышлять пиратством. Но и эта неудача не заставила Агафокла пасть духом. Когда сиракузская армия во главе с Сосистратом напала на родной город отца Агафокла Регий, Агафокл со своим отрядом поспешил на помощь осаждённому полису. Сосистрат был вынужден отступить. Поражение лидера партии аристократов привело к обострению внутренних противоречий в Сиракузах. Сосистрата со сторонниками изгнали из города. Агафокл, позиционирующий себя защитником демократии, получил возможность вернуться в Сиракузы.
Сосистрата со сторонниками приютили в олигархической Геле. Они получили поддержку у Карфагена и начали войну против Сиракуз. В последующих военных действиях Агафокл принимал участие в качестве как хилиарха, так и простого воина. Согласно принятому при Тимолеонте закону граждане Сиракуз обратились к Коринфу. Полис, чьи переселенцы в своё время основали колонию Сиракузы, пользовался у них особым уважением. Присланный из материковой Греции стратег Акесторид стремился уладить конфликт между демосом и аристократами-олигархами. Для этого он попытался организовать убийство Агафокла. Хоть покушение и было неудачным, Агафоклу пришлось вновь покинул город. Сосистрат со сторонниками вернулись в Сиракузы.
Агафокл набрал новую армию и начал войну. На его сторону перешли некоторые сикелиотские города. Также Агафоклу удалось захватить Леонтины, центр наиболее плодородной области Сицилии. Сиракузы были вынуждены обратиться за помощью к Карфагену. Карфагеняне согласились помочь и отправили на помощь Сиракузам армию под командованием Гамилькара. Агафоклу удалось выйти из этого затруднительного положения. Он договорился с карфагенским военачальником, чтобы тот отвёл свои войска от Сиракуз. После этого в 319/318 годах до н. э. олигархи были вынуждены согласиться на возвращение Агафокла в город и предоставление ему должности стратега. От мятежного военачальника потребовали принести клятву в том, что он не будет стремиться к тирании, что Агафокл и сделал в святилище Деметры.

## На пути к единоличной власти
Следующие несколько лет Агафокл был занят внутриполитическими делами в Сиракузах. Его официальный статус звучал как «стратег и защитник мира», что не предполагало каких-либо особых полномочий. Одновременно он сохранял командование и исключительные полномочия в захваченных ранее городах. Агафокл использовал свой ораторский талант, противоречия между бедными и богатыми гражданами Сиракуз, сикелиотами и сиракузянами, чтобы упрочить своё положение. Под предлогом военного похода он собрал несколько тысяч лично преданных ему солдат, большинство из которых воевало с ним в прошлых кампаниях.
В 317 году до н. э. Агафокл решился нанести окончательный удар по своим противникам из числа аристократов Сиракуз. Под предлогом обсуждения государственных дел он пригласил на переговоры представителей «совета шестисот». На встречу пришло около 40 человек. Агафокл объявил своим сторонникам, что его жизнь под угрозой, и приказал арестовать прибывших на встречу аристократов. После произнесённой Агафоклом речи его сторонники потребовали смерти задержанных. Агафокл пошёл им навстречу, санкционировав убийства и грабежи. В ходе последовавших беспорядков в городе было убито около 4 тысяч человек. Шесть тысяч бежало в направлении Акраганта.
После произошедшей резни было созвано Народное собрание. На нём Агафокл заявил, что теперь, когда город очищен от олигархов, он слагает с себя полномочия и передаёт власть демосу. Согласно современным оценкам, намерения Агафокла были очевидны. Таким образом он побудил граждан Сиракуз, многие из которых были замешаны в грабежах и убийствах, передать ему абсолютную власть. В ходе последующих уговоров за Агафоклом была закреплена абсолютная власть. Его назначили стратегом-автократором и передали управление полисом.
Чрезвычайные полномочия, которые получил Агафокл, не были ограничены временными рамками и не основывались на необходимости борьбы против внешнего врага. Эти изменения в жизни Сиракуз меняли политический строй в городе. Формально в полисе сохранялась республика. Основным источником принятия решений оставалось Народное собрание, сохранялись прежние институты власти. Однако фактически Агафокл получал единоличную власть, верховное командование над всеми войсками, права призывать гражданское ополчение, увеличивать налоги, распоряжаться городской казной, даровать гражданство.
Государственный переворот в Сиракузах ознаменовал появление в городе тирана. Формально Агафокл был законно избранным главой города Сиракузы. Его чрезвычайные полномочия были узаконены согласно демократическим нормам. Поскольку объём полномочий, предоставленных народом Агафоклу, неизвестен, невозможно оценить, соответствовали ли дальнейшие действия стратега-автократора действовавшим в Сиракузах законам или же он их произвольно нарушал. Даже настроенные крайне негативно к Агафоклу историки подчёркивали, что сиракузский тиран вёл военные действия и подписывал договоры не от своего имени, а от имени сиракузских граждан. В отличие от других единоличных правителей, Агафокл отказался от охраны и не стремился к роскоши.

## Военная экспансия в Сицилии
Первыми действиями Агафокла в качестве единоличного правителя Сиракуз стало подчинение греческих городов на Сицилии. Центрами сопротивления Агафоклу стали Акрагант, Гела и Мессина. В них нашли приют изгнанные из Сиракуз аристократы. Эти полисы по инициативе Акраганта создали направленный против Агафокла альянс. Граждане Акраганта, хоть и проголосовали за начало войны, не решились взять военачальника из собственных горожан. Они побаивались, что новый стратег вместо того, чтобы воевать с тираном Сиракуз, захочет стать тираном сам. Помня о примере полководца Тимолеонта из Коринфа, они решили искать стратега в Элладе. Послы Акраганта предложили спартанскому царевичу Акротату возглавить их войска. Акротат с радостью согласился взять на себя командование сицилийцами против тирании Агафокла. Спартанский принц убедил вступить в войну жителей Тарента. Южноитальянский город предоставил для борьбы с Агафоклом 20 кораблей. Дальнейшие действия Акротата вызвали недовольство сицилийцев. Он начал вести такую разгульную жизнь, что по образному выражению Диодора Сицилийского, «казалось, был персом, а не спартанцем». Также спартанский царевич вероломно во время пира приказал убить давнего врага Агафокла Сосистрата. Причины такого поступка со стороны Акротата до конца не ясны. Диодор Сицилийский предполагает, что Сосистрат с его опытом и уважением среди сиракузских изгнанников мог препятствовать злоупотреблениям Акротата. Через некоторое время его лишили полномочий и даже хотели побить камнями. Акротату пришлось ночью с позором бежать на родину.
Тарентинцы увели свои корабли домой. Жители Акраганта, Гелы и Мессены также прекратили войну. Посредником между сторонами выступил карфагенский военачальник Гамилькар. В 314/313 году до н. э. был подписан мирный договор. Согласно его основным пунктам, Гераклея Минойская, Селинунт и Гимера оставались, как и ранее, за карфагенянами, а все прочие города должны были пользоваться самоуправлением под гегемонией Сиракуз.
Полагаясь на оговорку в договоре о гегемонии Сиракуз, Агафокл начал подчинять своей власти сицилийские полисы. В Мессене при содействии Агафокла произошла смена власти. Сторонники сиракузского тирана одержали победу. Соответственно крупный город попал без боя под контроль Агафокла. На восточном побережье им был захвачен Тавромений. После ряда побед Агафокл начал подготовку к нападению на Акрагант. Враги Агафокла избрали своим предводителем Динократа, бывшего сиракузского аристократа и друга Агафокла, которого тот пощадил во время резни 317 года до н. э. Динократ обратился за помощью к Карфагену с просьбой вмешаться до того, как Агафокл завоюет всю Сицилию.

## Войны с Карфагеном и сицилийцами

### Военные действия на Сицилии в 311—310 годах до н. э.
Карфагеняне осознали степень опасности объединения Сицилии под руководством одного человека и вступили в войну. Они отправили на помощь Акраганту флот под командованием Гамилькара. Агафокл понимал, что при содействии карфагенян многие города могут перейти на сторону противника. Он стал посылать в Гелу небольшие отряды солдат, пока количество лояльных ему войск не превысило численность местного ополчения. После он прибыл в город и обвинил гелойцев в измене. Собрав с них большую сумму денег и казнив многих горожан, он оставил в Геле гарнизон и выступил против карфагенян. Армия карфагенян и их сицилийских союзников составляла 40 тысяч пехотинцев и 5 тысяч всадников, что превышало силы сиракузского тирана. Обе армии расположились на противоположных берегах реки Гимера. В ходе сражения, во время которого войско Агафокла было близко к победе, сиракузяне проиграли.
Агафокл собрал уцелевших солдат, сжёг лагерь и отступил в Гелу. Сначала он думал об отступлении в Сиракузы. В это время триста всадников из войска Гамилькара решили, что сиракузяне отступили в свой главный город. Они зашли в Гелу и были уничтожены. Агафокл скорректировал свои планы. Он решил остаться в Геле, чтобы отвлечь войско Гамилькара от похода на Сиракузы, в окрестностях которых шёл сбор урожая. Сначала карфагеняне решили начать осаду Гелы, но вскоре увидели её бесперспективность. В городе имелся избыток запасов продовольствия, и он мог длительное время выдерживать осаду. Тогда Гамилькар снял осаду и стал занимать подчинённые Агафоклу города и укреплённые пункты. На сторону Гамилькара перешли Камарина, Леонтины, Катана, Тавромений, Мессина и др. Агафокл с остатками своего войска вернулся в Сиракузы.
Агафокл, хоть и вернулся в Сиракузы, находился в весьма тяжёлом положении. Карфагеняне захватили практически всю Сицилию, союзники Сиракуз перешли на сторону Гамилькара. Город был блокирован с суши и с моря. У сиракузян было недостаточно сил, чтобы попытаться принять бой под стенами родного города. Тогда Агафокл решился на весьма смелый шаг. Он снарядил шестьдесят кораблей и ждал удобного момента. Сиракузский тиран никого не посвящал в свои планы. Предполагали, что Агафокл собирается грабить подвластные карфагенянам области Сицилии либо хочет спастись бегством в Италию. Карфагенский военачальник также не смог разгадать планов противника, но на всякий случай распорядился блокировать город с моря. Несколько дней сиракузские солдаты были вынуждены ожидать на кораблях. Потом, когда несколько судов с зерном пытались попасть в город, карфагенский флот отвлёкся на их преследование. Увидев, что устье гавани свободно, Агафокл приказал кораблям на предельной скорости выйти в море. Карфагеняне сначала решили, что сиракузский флот вышел на помощь грузовым судам с зерном, и выстроились в боевой порядок. Когда же они увидели, что вражеский флот удаляется в открытое море, то начали погоню. Ночью погоня прекратилась. Дата этого события — 14 августа 310 года до н. э. — известна точно, так как на следующий день произошло солнечное затмение, время которого возможно высчитать математическими методами.

### Африканский поход Агафокла
Когда он через шесть дней доплыл до мыса Бон на африканском побережье, то распорядился сжечь корабли. Этим он достигал двух целей. Во-первых, защита кораблей требовала солдат, а Агафокл не мог позволить себе разделять силы. Во-вторых, он понимал, что гибель кораблей лишала солдат какой-либо надежды на возвращение домой в случае поражения, что добавляло им мотивации побеждать. Греки разграбили прилегающую сельскую местность и напали на Мегалополь. Жители города не ожидали штурма, да и не имели военного опыта. Затем войска сиракузян покорили и разграбили Белый Тунис, после чего разбили под его стенами лагерь. Относительно места высадки армии Агафокла существует несколько предположений. Предположительно Мегалополь, который захватил Агафокл, соответствует современному Солиману, а Белый Тунис — Тунису. Ряд историков отмечают несоответствие между расстоянием в 2 тысячи стадиев (~350 км) между Карфагеном и Белым Тунисом, указанным у Диодора Сицилийского, и расстоянием между Карфагеном и Тунисом (~20 км). Они указывают, что раз Диодор называет населённый пункт др.-греч. Λευκὸν Τύνητα, а не др.-греч. Τύνητα, то имеет в виду отличный от Туниса (античное название Тунет или Тунета) населённый пункт. Идентифицировать его локацию и соответствие современному населённому пункту не представляется возможным. По альтернативным подсчётам Белый Тунис должен находиться значительно восточнее современного Туниса, в области современного Триполи.
Жители Карфагена решили, что их армия в Сицилии уничтожена, так как даже не могли предположить, что Агафокл прибыл к стенам Карфагена из осаждаемого их же войсками города. Началась паника. Вскоре прибыли вестники от Гамилькара и прояснили ситуацию. Совет ста четырёх сделал выговор начальникам флотов за то, что те допустили врага под стены столицы, и начал готовиться к битве. За всю их историю никто не отваживался высаживаться с войсками рядом с Карфагеном. Поэтому в самом центре их державы было мало укреплённых мест и солдат.
Спешно собранная армия Карфагена, несмотря на численное превосходство, проиграла сражение. Во время битвы при Белом Тунисе погиб один из карфагенских военачальников Ганнон. Расчёт Агафокла на то, что жившие в роскоши и продолжительном мире, не имеющие опыта в сражениях карфагеняне будут легко побеждены людьми, прошедшими суровую подготовку во многих войнах, оправдался. Результаты битвы оказали обескураживающее воздействие на граждан Карфагена и воодушевили сицилийцев. Агафокл сначала демонстративно разграбил поля и усадьбы в непосредственной близости к Карфагену, а затем перешёл к захвату других африканских городов. Он не имел достаточных сил, чтобы начать осаду столиц и тем более рассчитывать на её успех.
Первым делом Агафокл укрепил лагерь у Белого Туниса. Затем его армия направилась на восток. К Агафоклу присоединился с войсками царь ливийцев Элим. Ими были захвачены Неаполис, Гадрумет и Тапс. Затем, когда армия греков отошла от лагеря на расстояние в двести стадиев, карфагеняне постарались отбить утраченные территории. Когда к Агафоклу прибыли гонцы, он повернул обратно. Ему удалось незамеченным подойти к армии карфагенян. В ходе завязавшейся битвы Агафокл вновь одержал победу. В том же 310 году до н. э. между Агафоклом и Элимом возникла ссора. Греческий военачальник напал на войско варваров. В ходе сражения Элим погиб.
В 309 году до н. э. в Сицилии армия Гамилькара попыталась взять Сиракузы штурмом. Он оказался неудачным. Сам карфагенский военачальник попал в плен. Гамилькара провели по городу и казнили. Голову убитого военачальника доставили к Агафоклу. Её показывали карфагенским войскам, что снижало их моральный дух. В том же 309 году до н. э. в армии Агафокла чуть не случился мятеж. Во время пира один из уважаемых солдатами офицеров Ликиск, напившись, стал обвинять сына Агафокла Архагата в прелюбодеянии с мачехой, женой Агафокла Алькией. Молодой человек не вытерпел и убил Ликиска копьём. На следующий день друзья убитого, многие из которых занимали командные должности, стали подстрекать к мятежу. Толпа солдат решила, что Архагата следует казнить, а если Агафокл не выдаст сына, то понесёт наказание сам. Карфагеняне, узнав о происходящем, спешно подвели к Белому Тунису свои войска. Через лазутчиков они призывали греков перейти на их сторону, обещая за измену щедрое вознаграждение. Агафокл вышел к бунтующим солдатам в простой одежде. Его пламенная речь, в которой он вспоминал свои заслуги и говорил, что готов умереть, если это будет полезным для общего дела, переменила настроения солдат. Воспользовавшись моментом, Агафокл вывел армию на битву. Сначала карфагеняне решили, что войско переходит на их сторону. Сигнал к битве стал для них неожиданностью. Потеряв многих людей, они бежали в укреплённый лагерь.
После этого Агафокл оставил основные силы под командованием сына у стен Туниса, а сам с 8000 пехотинцев, 800 всадниками и 80 колесницами направился на перехват другой карфагенской армии вглубь страны. Карфагеняне на тот момент пытались склонить на свою сторону племя кочевников зуфонов. Карфагеняне, хоть и сражались храбро, проиграли. Зуфоны в момент битвы наблюдали за происходящим, не переходя ни на чью сторону. Когда они увидели, что сражение происходит у лагеря карфагенян, то напали на оставшийся беззащитным лагерь Агафокла. Грекам по окончании одной битвы пришлось сражаться уже с кочевниками.
По возвращении в Белый Тунис Агафокл отправил посла Орфона к правителю Киренаики Офеллу. Посол убедил Офелла присоединиться к войне с карфагенянами. Тому были обещаны все захваченные в Африке города. Орфон подчёркивал, что Агафоклу будет достаточно Сицилии, да и при всём желании он не смог бы управлять заморскими владениями.
При подготовке к походу Офелл отправил вербовщиков в Афины. Многие жители города последовали его призыву, так как не только рассчитывали на богатую военную добычу, но и хотели эмигрировать из родного города, переживавшего непростые времена. Офелл собрал армию в десять тысяч пехоты, шесть тысяч всадников, сто колесниц и отправился на помощь Агафоклу. Поход длился около двух месяцев. Он оказался чрезвычайно тяжёлым. Солдаты шли через пустыню в условиях недостатка воды и съестных припасов, зноя, угрозы со стороны хищных зверей, которые нападали на отстающих, а также множества ядовитых змей на пути. К этому всему в войске началась лихорадка. Когда Агафокл увидел обессиленное вследствие изнурительного похода войско, то приказал своим солдатам напасть на киренцев и убить Офелла. После этого сиракузский тиран щедрыми обещаниями убедил остальную армию сложить оружие и присоединиться к его войскам. В следующем 307 году до н. э. Агафоклу удалось штурмом захватить самый большой после Карфагена финикийский город на африканском побережье Утику и Гиппо Акру.

### Возвращение Агафокла на Сицилию. Окончание войны
После того, как Агафокл достиг успехов в африканских владениях Карфагена, и его армии, казалось, уже ничего не угрожало, он решил заняться Сицилией. На родном острове дела для Агафокла складывались не столь благоприятно, как в Африке. После снятия осады с Сиракуз в 309 году до н. э. военные действия в Сицилии не прекратились. С одной стороны, жители Акраганта решили воспользоваться ситуацией и захватить остров, пока Карфаген и Сиракузы воевали между собой на африканском побережье. Одновременно с Акрагантом действовал Динократ. Он был избран греческими союзниками карфагенян своим предводителем после пленения Гамилькара. Агафокл построил в Гиппо Акре флот и отплыл на Сицилию. Руководство армией в Африке он оставил сыну Архагату.
В Сицилии он пополнил свою армию гарнизоном из Сиракуз. Армия акрагантян под руководством стратега Ксенодика была разбита. Затем Агафокл занял находившиеся во владении карфагенян Селинунт и Гераклею. После он на кораблях переправился на северную часть острова, где захватил Фермы, предоставив находившемуся там гарнизону карфагенян возможность покинуть город. Затем он, хоть и с трудом, захватил Центорипу и Аполлонию. Череду успехов прекратили действия Динократа. Он собрал армию в 20 тысяч пехотинцев и 1,5 тысячи всадников, после чего попытался навязать Агафоклу бой. Сиракузский тиран, видя превосходство врага в численности, уклонился от сражения и, преследуемый Динократом, вернулся в Сиракузы.
В это время в Африке карфагеняне добились успехов. Сначала действия Архагата были успешными. Солдаты под руководством одного из военачальников Евмаха завоевали несколько городов, ни один из которых не может быть идентифицирован с полной уверенностью. Карфагеняне в это время собрали армию, которую разделили на три части. Архагат также поделил свои войска. Две части греческой армии потерпели поражение. Архагат, который руководил третьей, вернулся в Белый Тунис и запросил помощи у отца. Агафокл вскоре приплыл с флотом в 17 триер. Он застал свои войска в состоянии мятежа. На фоне поражений Архагат не мог выплачивать солдатам жалованье. Действия Агафокла не смогли переломить ситуацию. В изложении Диодора в какой-то момент разъярённые солдаты даже заковали своего военачальника в кандалы. После того, как во время охватившего войско смятения и растерянности, в условиях отсутствия дисциплины, Агафокла освободили, он поднялся на корабль и приказал отчаливать. Согласно Юстину, Агафокл, чтобы успокоить солдат, повёл их в бой против карфагенян. После поражения он был вынужден бежать. Сыновья тирана Архагат и Гераклид остались в Африке и были казнены собственными солдатами.
Когда Агафокл узнал об убийстве сыновей, то приказал брату Антандру казнить всех родственников участвовавших в ливийском походе против Карфагена солдат. Антандр подошёл к заданию ответственно. По его приказу были убиты не только братья, отцы и сыновья восставших против Агафокла солдат, но и их престарелые деды, маленькие дети обоих полов и жёны. Казнь совершили на побережье. Диодор Сицилийский подчёркивает особо, что ни в чём не повинным людям было отказано в погребальных обрядах.
После того как Агафокл переправился из Африки в Сицилию, он отправился в расположенный на западе Сицилии город Сегесту. Её жители отказались от требуемых Агафоклом выплат. Тогда он жестоко расправился с ними, убив около 10 тысяч мужчин, а женщин и детей продал в рабство. Сам город по распоряжению Агафокла переименовали в Дикеополис и предоставили переселенцам.
Удача, как казалось современникам, вновь отвернулась от Агафокла. Армия, которая несколько лет воевала в африканских владениях Карфагена, была уничтожена. Сыновья Агафокла погибли. На Сицилии сиракузскому тирану противостоял Динократ, чья армия имела несомненное численное преимущество. На этом фоне на сторону Динократа перешёл стратег Агафокла Пасифил. Ситуация для сиракузского тирана была столь неблагоприятной, что он отправил к Динократу послов. Агафокл соглашался отказаться от власти, ввести в Сиракузах демократию и вернуть изгнанников в город. Себе он просил две крепости: Кефалоидон и Термы. Динократ не принял предложение. Тогда Агафокл заключил взаимовыгодный мир с Карфагеном. Сиракузы отказывались от прежних владений Карфагена на Сицилии, а финикийцы выплачивали им 150 талантов серебра и 200 тысяч медимнов зерна. По мнению антиковеда Гельмута Берве, карфагеняне на тот момент считали Динократа более опасным соперником, чем Агафокла.
После того как мирные переговоры с Динократом оказались безрезультатными, Агафокл решился на сражение. Армия Динократа значительно превышала войско Агафокла. Диодор Сицилийский пишет о пятикратном преимуществе (25 тысяч пехоты и 3 тысячи всадников против 5 тысяч пехотинцев и 800 всадников). Современные историки относятся к такой диспропорции скептически. Возможно, Агафокл воспользовался разногласиями в армии противника, так как во время приготовлений к битве на его сторону перешло не менее 2 тысяч перебежчиков. Это дезорганизовало солдат Динократа, которые преувеличивали масштаб измены. Как бы то ни было, битва при Торгионе в 305 году до н. э. завершилась полной победой Агафокла. После сражения Агафокл отправил послов к побеждённому Динократу. Он предложил сиракузским изгнанникам вернуться в родной город, а самому Динократу поступить к нему на службу. Между ними был заключён мир. Война завершилась победой Агафокла. Впоследствии Динократ стал стратегом в армии Агафокла и сохранял ему верность до самой смерти.

## Агафокл — басилевс Сицилии
После окончания серии войн власть Агафокла распространилась практически на всю Сицилию, исключая зону карфагенского влияния. По всей видимости, лишь Акраганту удалось сохранить независимость. По примеру диадохов Агафокл с 304 года до н. э. стал именовать себя басилевсом. Новый титул, как и у диадохов, не был связан с какой-то конкретной территорией. Он обозначал, что его носитель не признаёт над собой никакой власти и законов. По сути Агафокл стал абсолютным монархом. Подвластными территориями он распоряжался по своему усмотрению, мог их передавать другим правителям. Власть царя поддерживалась за счёт располагавшихся в городах гарнизонов, укомплектованных преимущественно наёмниками. В случае войны войско набирали из подконтрольных Агафоклу земель.
Агафокл продолжал практически до самой смерти расширять свои владения. В 304/303 году до н. э. он завоевал Липарские острова. На них Агафокл ограбил святилища. После он подчинил Керкиру, а также, по всей видимости, Лефкас. Керкиру осадила армия македонского царя Кассандра. Агафокл напал на македонские корабли, сжёг их, после чего остров стал частью его владений. На юге Италии ему подчинились Кротон и Гиппонион. Диодор Сицилийский описывает военную уловку Агафокла. Он отправил в Кротон посольство, которое убедило жителей города в том, что сицилийское войско сопровождает дочь Агафокла Ланассу на свадьбу с Пирром и не имеет никаких агрессивных планов. После этих уверений кротонцы утратили бдительность. Агафоклу удалось быстро и без особых потерь захватить не ожидавший штурма город. Тарент и ряд других южноиталийских городов были зависимы от Агафокла, что подтверждает размещение в них царских гарнизонов. В Италии Агафокл воевал с бруттиями, заключив союз с другими племенами: япигов и певкетов. О славе и влиянии Агафокла свидетельствует чеканка монет с его именем в Метапонте и Неаполе.
Агафокл стал одним из наиболее могущественных правителей Средиземноморья. Он породнился с царём Египта Птолемеем I и царём Эпира Пирром. Птолемей выдал замуж за Агафокла приёмную дочь Феоксену. Пирр женился на дочери сицилийского царя Ланассе. Приданым Ланассы стал остров Керкира. Правитель Македонии Деметрий I Полиоркет принимал сына Агафокла с царскими почестями.
В конце жизни Агафокл стал готовиться к новой войне с Карфагеном. Под его руководством был построен мощный флот, насчитывающий около 200 кораблей. Его план состоял в высадке сухопутных сил в Африке с одновременной блокадой подвоза зерна из Сицилии и Сардинии в Карфаген с моря.
Жена Агафокла долго упрашивала, чтобы её не разлучали с больным, опасаясь, как бы люди не осудили её наравне с внуком-отцеубийцей, не упрекнули её в том, что, покинув больного мужа, она поступила столь же жестоко, как внук, выступив против деда. Ведь она, выйдя замуж, обещала разделять с мужем не одну только счастливую судьбу, но и любую другую; она охотно подвергнет опасности свою жизнь ради того, чтобы принять последний вздох своего мужа; если она уедет, то никто не заменит её при обряде похорон и не совершит его с подобающим благоговением. Малютки громко плакали, расставаясь с отцом и, обняв его, никак не могли от него оторваться; жена тоже осыпала его поцелуями, больше не надеясь его увидеть; и не менее тяжко было видеть слёзы самого [умирающего] старика. Семья оплакивала умирающего отца, а он — детей-изгнанников. Они говорили о том, что после их отъезда отец, больной старик, остаётся совсем одиноким, а он о том, что их, воспитанных в надежде на царственное положение, он обрекает на нужду. Весь дворец оглашался звуками рыданий тех, кто был свидетелем этой тяжкой разлуки.
Когда Агафокл заболел, то возник вопрос о престолонаследии. Согласно Диодору Сицилийскому, умирающий царь остановил свой выбор на сыне Агафокле. Он отправил его к войскам, которые на тот момент стояли лагерем около Этны. Командовал ими старший внук Агафокла, сын убитого в Африке Архагата, также Архагат, который и сам хотел стать наследником царства. Когда он понял, что будущим царём согласно воле Агафокла может стать другой член семьи, то решил составить против обоих заговор. Когда Агафокл Младший прибыл к войскам, Архагат устроил пир, на котором его дядя опьянел. После этого Архагат приказал убить соперника. Его тело было выброшено в море, а затем прибито волнами к берегу. Случайные люди опознали погибшего и принесли его тело в Сиракузы. Находящийся при смерти Агафокл обвинил внука перед Народным собранием в смерти сына и призвал толпу отомстить. Также он упразднил монархию и вернул Сиракузам демократию.
Римский историк Юстин передаёт события по-другому. Согласно его изложению, когда Агафокл заболел, сын и внук царя, не дожидаясь его смерти, начали друг против друга военные действия. В этом противостоянии Агафокл Младший проиграл и был убит. Сын от третьего брака на тот момент был слишком мал, чтобы в такой ситуации претендовать на престол. Престарелый и больной царь осознавал, что кто бы из его родственников ни победил — старший внук Архагат или сын от второго брака Агафокл, — Феоксена с детьми будут убиты. Поэтому он отправил их к родственникам в Египет, где на тот момент продолжал править Птолемей I Сотер. Агафокл передал им деньги, рабов, а также царские сокровища. В отличие от версии Диодора, данные Юстина имеют подтверждение в эпиграфике.

## Семья и потомки
Из источников следует, что у Агафокла было три жены. Первая, вдова стратега Дамаса, принесла ему богатое приданое. Она родила Агафоклу как минимум двух сыновей — Архагата и Гераклида. Оба погибли от рук взбунтовавшихся солдат во время африканского похода в 307 году до н. э. У Архагата был сын, также Архагат. По версии Диодора, внук Агафокла Архагат убил своего дядю Агафокла и подговорил одного из рабов отравить самого царя Агафокла. В изложении Юстина события развивались несколько по-другому. Согласно его версии, когда Агафокл заболел, его внук Архагат и сын Агафокл, не дожидаясь смерти правителя, начали друг против друга военные действия. В отличие от версии Диодора, данные Юстина имеют подтверждение в эпиграфике.
Имя второй жены Агафокла Алькии среди всей сохранившейся античной литературы встречается лишь один раз у Диодора Сицилийского. Немецкий антиковед Карл Юлиус Белох предполагал, что именно она была матерью дочери Ланассы и сына Агафокла. По различным источникам, в промежуток между 299 и 295 годами до н. э. Агафокл, принявший на тот момент титул басилевса, выдал дочь замуж за эпирского царя Пирра. Альянс с Агафоклом, который имел сильный флот и правил большей частью Сицилии, был для Пирра выгодным. По условиям брачного договора царственная пара получала в совместное владение остров Керкиру. В 294 или 293 году до н. э. Ланасса родила сына Александра. Римский историк III века н. э. Юстин называет сыном Ланассы Гелена, который по мнению Плутарха и современных антиковедов был сыном Пирра от другой женщины — иллирийской принцессы Биркенны. Брак с Пирром оказался неудачным. Муж Ланассы предпочитал жене наложниц. Ланассе пришлось несколько лет терпеть измены супруга, прежде чем она получила удобную возможность для разрыва отношений. В 290/289 году до н. э. она окончательно рассорилась с Пирром и уехала, возможно с согласия отца, на Керкиру. Царь Эпира не хотел вступать в войну с Агафоклом и не предпринял никаких действий по возврату Керкиры. На острове Ланасса отправила письмо врагу Пирра царю Македонии Деметрию I Полиоркету. В нём она жаловалась на Пирра и предлагала ему жениться на ней. Агафокл поддержал дочь. Послом к Деметрию был сын Агафокла и единокровный брат Ланассы Агафокл. Деметрий был рад перспективе получить во владение Керкиру. Также он всерьёз подумывал о том, как бы претендовать на наследство престарелого Агафокла после его смерти. Деметрий согласился на брак, после чего прибыл на Керкиру, где и отпраздновал свою четвёртую по счёту свадьбу. О дальнейшей судьбе Ланассы исторические источники не сообщают. Сын Ланассы от Пирра Александр стал царём Эпира. Его потомками были не только несколько поколений царей из династии Пирридов, но и два последних царя Македонии Филипп V и его сын Персей Македонский, а также последний царь Сиракуз Гиероним.
Агафокл хотел сделать своим наследником второго сына от Алькии Агафокла. После того, как тот был убит Архагатом, престарелый и больной Агафокл сложил с себя титул басилевса и передал власть демосу.
Третья жена, приёмная дочь царя Египта Птолемея I Феоксена, родила Агафоклу сына Архагата и дочь Феоксену. Находясь при смерти, Агафокл отправил Феоксену с детьми, снабдив их деньгами, в Египет. Архагат был приближённым к престолу аристократом. Он, хоть и не занимал руководящих должностей, был назначен эпистатом западных провинций эллинистического Египта. Внуки Феоксены и соответственно правнуки Агафокла Агафокл Египетский и Агафоклея занимали высокое положение при Птолемее IV.

## Оценки правления
Победитель Ганнибала, римский полководец Сципион Африканский, согласно Полибию, называл Агафокла одним из наиболее искусных политиков, обладающих величайшими отвагой и рассудительностью.
В трактате итальянского мыслителя Никколо Маккиавелли «Государь» жизнь Агафокла описана в главе, посвящённой тем, «кто приобретает власть злодеяниями»:
Сицилиец Агафокл стал царём Сиракуз, хотя вышел не только из простого, но из низкого и презренного звания. Он родился в семье горшечника и вёл жизнь бесчестную, но смолоду отличался такой силой духа и телесной доблестью, что, вступив в войско, постепенно выслужился до претора Сиракуз. Утвердясь в этой должности, он задумал сделаться властителем Сиракуз и таким образом присвоить себе то, что было ему вверено по доброй воле. Посвятив в этот замысел Гамилькара Карфагенского, находившегося в то время в Сицилии, он созвал однажды утром народ и сенат Сиракуз, якобы для решения дел, касающихся республики; и когда все собрались, то солдаты его по условленному знаку перебили всех сенаторов и богатейших людей из народа. После такой расправы Агафокл стал властвовать, не встречая ни малейшего сопротивления со стороны граждан. И хотя он был дважды разбит карфагенянами и даже осаждён их войском, он не только не сдал город, но, оставив часть людей защищать его, с другой — вторгся в Африку; в короткое время освободил Сиракузы от осады и довёл карфагенян до крайности, так что они вынуждены были заключить с ним договор, по которому ограничивались владениями в Африке и уступали Агафоклу Сицилию.
Вдумавшись, мы не найдём в жизни и делах Агафокла ничего или почти ничего, что бы досталось ему милостью судьбы, ибо, как уже говорилось, он достиг власти не чьим-либо покровительством, но службой в войске, сопряжённой с множеством опасностей и невзгод, и удерживал власть смелыми действиями, проявив решительность и отвагу. Однако же нельзя назвать и доблестью убийство сограждан, предательство, вероломство, жестокость и нечестивость: всем этим можно стяжать власть, но не славу. Так что, если судить о нём по той доблести, с какой он шёл навстречу опасности, по той силе духа, с какой он переносил невзгоды, то едва ли он уступит любому прославленному военачальнику, но, памятуя его жестокость и бесчеловечность и все совершённые им преступления, мы не можем приравнять его к величайшим людям. Следовательно, нельзя приписать ни милости судьбы, ни доблести то, что было добыто без того и другого.
Автор классической «Истории эллинизма» Иоганн Густав Дройзен (1808—1884) пишет, что Агафокл жил в то время, когда каждый искатель приключений имел возможность испытать свой талант. Среди других личностей Агафокл был наиболее эксцентричным, смелым и дерзким завоевателем.
Антиковед Гельмут Берве (1886—1979), хоть и признаёт выдающиеся военные и политические достижения Агафокла, считает, что его «нельзя безоглядно причислять к подлинно великим историческим личностям». Количество убитых по приказу Агафокла и неразборчивость в средствах для достижения личных целей не оправдывают последние 15 лет относительного спокойствия в Сицилии. То, что со смертью Агафокла исчезло созданное им царство, сделало его в глазах следующих поколений тираном, а не великим государственным деятелем.
Немецкий историк Герман Бенгтсон (1909—1989) полагал, что при оценке личности Агафокла следует отказаться от пристрастных оценок и сведений, источником которых стал труд Тимея. По его мнению, Агафокл был последним из великих правителей эллинистической цивилизации в её западной части.
Автор монографии об Агафокле Клаус Майстер (род. 1938) подчёркивает, что, несмотря на экстраординарные лидерские качества, его правление сопровождалось постоянной чередой политических убийств. Преступления Агафокла были направлены не только на его непосредственных врагов аристократов, но и на бедное население. Такой подход характерен не для великого правителя, а для обычного тирана.
Себастьяна Нерина Консоло Лангер издала в 2000 году биографию Агафокла. Среди его особых заслуг она особо выделила создание монархии эллинистического типа, примирение демоса и аристократов. Внешняя политика Агафокла позволила предотвратить завоевание Сицилии Карфагеном.